# South Killingholme
South Killingholme est un village et une paroisse civile du North Lincolnshire en Angleterre. Le village s'étend de l'estuaire de Humber jusqu'à la Gare d'Ulceby, 2 km à l'est du village d'Ulceby (en).
Au nord-est du village s'étend une grande zone industrielle et une raffinerie (Humber Refinery (en)), ainsi que le port d'Immingham (Port of Immingham (en)) avec un terminal pétrolier et gazier.

## Les trois phares
Trois phares ont été construits dans l'estuaire de Humber pendant le 19e siècle. Ils ont été utilisés ensemble pour guider des bateaux sur le Humber.
|                   |
| Killingholme High |

|                        |
| Killingholme South Low |

|                        |
| Killingholme North Low |